# Pernilla August
Pour les articles homonymes, voir August.
Pernilla Wallgren, ou Pernilla Östergren durant une partie des années 1980 puis Pernilla August à partir de 1991, est une actrice et réalisatrice suédoise, née  le 13 février 1958 à Stockholm.
Elle est connue essentiellement pour avoir joué Shmi Skywalker dans les épisodes I et II de la franchise Star Wars, ainsi que pour son rôle dans Les Meilleures Intentions pour lequel elle a obtenu le Prix d'interprétation au Festival de Cannes en 1992.

## Carrière
En 1982, elle joue pour la première fois au cinéma dans Fanny et Alexandre, sous la direction d'Ingmar Bergman. En 1986, elle obtient un rôle plus important dans Le Chemin du serpent de Bo Widerberg.
En 1992, elle remporte le Prix d'interprétation féminine lors du Festival de Cannes 1992 pour son rôle dans Les Meilleures Intentions, écrit par Ingmar Bergman et réalisé par Bille August.
Pernilla August interprète Shmi Skywalker, mère d'Anakin Skywalker, dans les épisodes I et II de la franchise Star Wars, respectivement sortis en 1999 et 2002.
En 2007, elle fait partie du jury des longs-métrages lors du Festival de Saint-Sébastien 2007, présidé par Paul Auster.
En 2010, elle réalise son premier long métrage, Beyond, interprété notamment par Noomi Rapace et Ola Rapace.
En 2014, lors de la 71e Mostra de Venise, elle est membre du jury du Prix Horizon.
En 2016,, elle sort son deuxième long métrage comme réalisatrice, A Serious Game.
Depuis 2021, elle joue dans la série Netflix Young Royals.

## Vie privée
Pernilla Wallgren est mariée de 1982 à 1989 avec le romancier et scénariste suédois Klas Östergren, avec lequel elle a eu une fille. Elle a ensuite eu deux autres filles avec le réalisateur Bille August, avec qui elle est mariée de 1991 à 1997. Ses trois enfants se prénomment Agnes, Asta et Alba.

## Filmographie
Sauf indication contraire, les informations mentionnées dans cette section peuvent être confirmées par les bases de données cinématographiques  présentes dans la section « Liens externes ».

### Actrice
- 1982 : Fanny et Alexandre d’Ingmar Bergman : Maj
- 1986 : Le Chemin du serpent (Ormens väg på hälleberget) de Bo Widerberg : Eva
- 1989 : Vildanden (téléfilm d’après Le Canard sauvage de Henrik Ibsen) de Bo Widerberg : Gina Ekdahl
- 1992 : Les Meilleures Intentions (Den goda viljan) de Bille August : Anna Åkerblom Bergman
- 1993 : Les Aventures du jeune Indiana Jones (série télévisée)
- 1996 : Jérusalem de Bille August : Karin
- 1996 : Entretiens privés (Enskilda samtal, téléfilm) de Liv Ullmann : Anna
- 1997 : En présence d'un clown (Larmar och gör sig till, téléfilm) d’Ingmar Bergman : Karin Bergman
- 1999 : Where the Rainbow Ends (Där regnbågen slutar) de Richard Hobert : Tove
- 1999 : Star Wars, épisode I : La Menace fantôme (The Phantom Menace) de George Lucas : Shmi Skywalker
- 1999 : Mary, Mother of Jesus de Kevin Connor : la Vierge Marie
- 2000 : The Birthday (Födelsedagen) de Richard Hobert : Tove
- 2001 : Sprängaren de Colin Nutley : Beata Ekesjö
- 2002 : Dina (I Am Dina) d’Ole Bornedal : Hjertrud, la mère de Dina
- 2002 : Star Wars, épisode II : L'Attaque des clones (Attack of the Clones) de George Lucas : Shmi Skywalker
- 2003 : If I Turn Around (Om jag vänder mig om) de Björn Runge : Agnes
- 2005 : Manslaughter (Drabet) de Per Fly : Nina
- 2009 : Miss Kicki de Håkon Liu : Kicki
- 2012 : Hamilton : Dans l'intérêt de la nation : Sara Landhag
- 2012 : Truth and Consequence (Dom över död man) de Jan Troell : Maja Forssman
- 2012 : Call Girl de Mikael Marcimain
- 2014 : Gentlemen de Mikael Marcimain : Greta
- 2015 : Det vita folket (sv) de Lisa Aschan : Viktoria
- 2016-2017 : Les Héritiers (série télévisée) : Karin (9 épisodes)
- 2017 : Glitch (série télévisée) : Nicola Heysen (6 épisodes)
- 2018 : Kursk : Oksana
- 2020 : L'Affaire Kim Wall (série télévisée) : Ingrid Wall
- 2021-2024 : Young Royals (série télévisée) : Reine Kristina (18 épisodes)

### Réalisatrice
- 2005 : Blindgangare (court métrage)
- 2010 : Beyond (Svinalängorna)
- 2016 : A Serious Game (Den allvarsamma leken)